# Bancada (náutica)

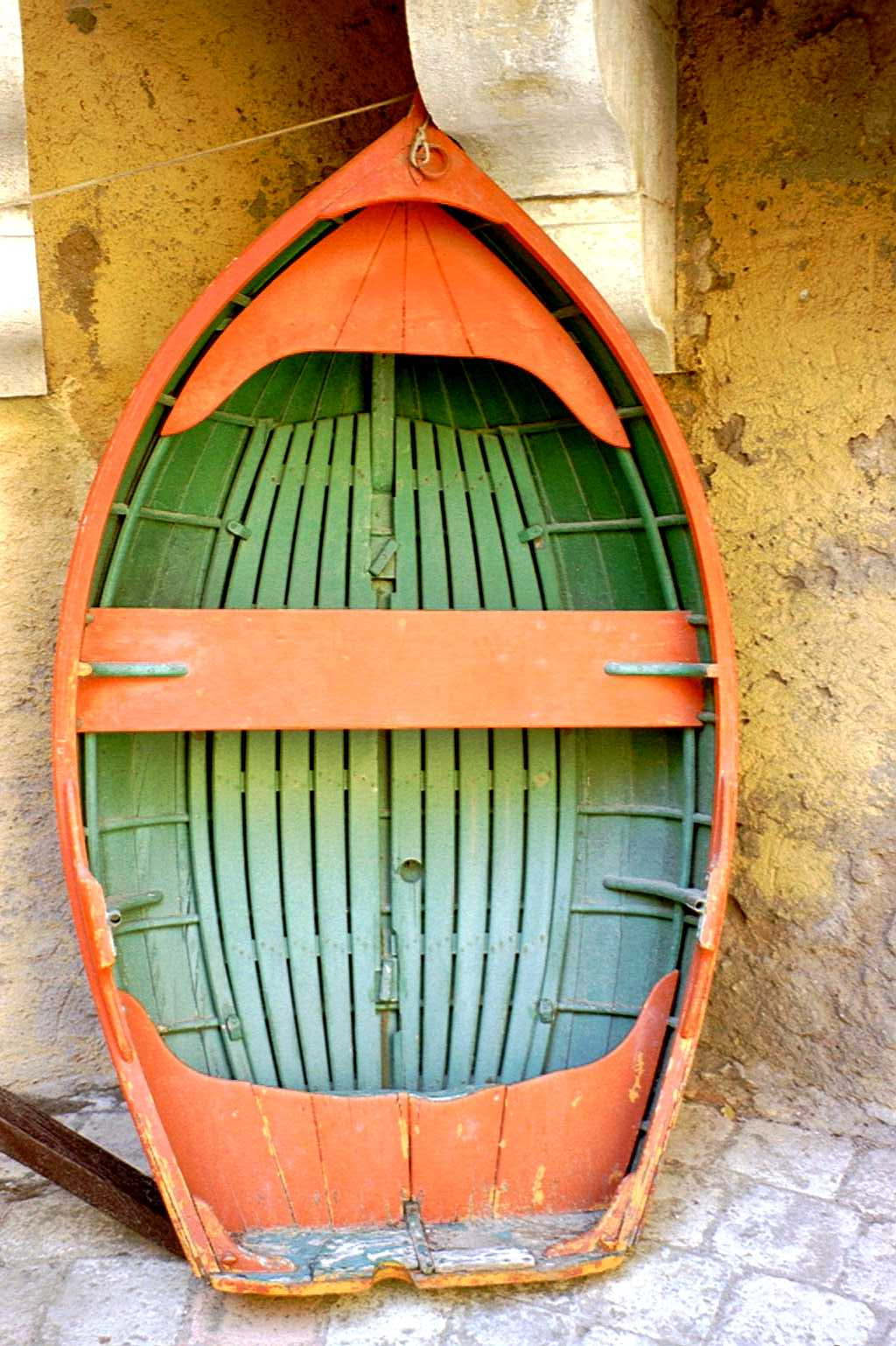
Bancada, dentro de un bote.

Una bancada, también denominada banco remero, es un tablón cuya longitud atraviesa un bote de costado a costado. Se elabora de un material ligero y a la vez grueso, y se instala en las embarcaciones de remos para servir de asiento a los bogadores. En las antiguas galeras, las bancadas tenían el mismo uso. Hay bancos remeros de firme y levadizos y, en el primer caso, también hacen el oficio de baos.[cita requerida]
Algunos botes inflables tienen una bancada que se puede plegar y quitar, por lo que el bote puede desinflarse y enrollarse para su transporte o almacenamiento.